# Terceira República Francesa
A Terceira República Francesa (em francês:  La Troisième République) foi o regime republicano que vigorou na França entre 1870 e 1940, tendo sido o primeiro regime durável a se estabelecer no país desde 1789. De fato, a partir da Revolução Francesa e ao longo de aproximadamente 80 anos, os franceses seriam submetidos a sete regimes diferentes: três monarquias constitucionais (sob as constituições de 1791, de 1814, e de 1830), duas  repúblicas efêmeras (a primeira, entre 1792 e 1804, e a segunda, de 1848 a 1852) e dois impérios (o primeiro, de 1804 a 1814, e o segundo, de 1852 a 1870).

## História
Os dias iniciais da Terceira República foram dominados pelo tumulto político causado pela Guerra Franco-Prussiana de 1870–71, onde o país se viu ainda mergulhado nos combates mesmo após a deposição do imperador Napoleão III em 1870. Os Prussianos se saíram vitoriosos e exigiram reparações financeiras e anexaram os territórios franceses da Alsácia e Lorena. Essas perdas resultaram num caos social-político e no estabelecimento da Comuna de Paris. Cogitou-se inicialmente restabelecer a monarquia, mas disputas a respeito do sistema monárquico e de quem seria o trono acabaram por tornar esta ideia inviável. Assim, uma nova república (a terceira na história do país) foi proclamada, inicialmente com intenção de ser provisória mas logo em seguida foi estabelecida como o governo oficial e permanente.
Foi então redigida a Constituição Francesa de 1875 que definiu os parâmetros da Terceira República. Ela foi firmada com um legislativo autônomo, dividido em uma Câmara dos Deputados (a Chambre des députés) e um Senado (Sénat), e o presidente (Président de la république) que servia como chefe do Executivo. Os primeiros dois presidentes, Adolphe Thiers e Patrice de Mac-Mahon, tiveram de focar suas administrações em preservar a república e debater outras questões políticas, como uma eventual restauração da monarquia, ideia esta descartada de vez quando o governo alcançou a estabilidade política e conquistou apoio popular (ver Gabinete Dufaure I).
No âmbito interno, um dos principais pontos da nova República foi a questão da separação Igreja-Estado, reduzindo a influência da Igreja Católica na vida política. A estabilidade interna levou a um novo período de desenvolvimento econômico e certa prosperidade, não só na área financeira mas também cultural e social (a Belle Époque). Apesar do avanço em políticas progressistas, os conservadores dominaram a vida política durante o começo do século XX, até os socialistas recuperarem o poder nas eleições do período entre-guerras. Os principais partidos eram os Républicains modérés (Republicanos Moderados, de centro), o Alliance démocratique (Aliança República Democrática, de centro-direita) e os Radical-socialiste (Radicais-socialistas, de esquerda).
Os primeiros líderes deram pouca atenção para política externa, preferindo focar em assuntos internos, mesmo após a derrota perante a Prússia na guerra de 1870. Porém, com a unificação da Alemanha e ascensão desta como uma potência militar e econômica na Europa, fez com que os presidentes e primeiros-ministros franceses começassem a dar mais atenção para assuntos continentais e globais. As décadas de 1880-90, foram dominadas pela Partilha de África, mas eventualmente a Terceira República viu uma expansão do Império Colonial Francês, com o estabelecimento de suas possessões na Indochina Francesa, em Madagáscar e na Polinésia, além de, em maior escala, na África Ocidental.
Subsequentemente, a ascensão do poderio alemão no continente europeu fez com que os franceses começassem uma aproximação com sua velha rival, a Inglaterra. Em abril de 1904, representantes da Terceira República e do governo britânico assinaram uma série de acordos político-militares, firmando uma nova aliança (a Entente Cordiale). Assim, em 1914, ingleses e franceses combateram juntos nas diversas frentes de batalha da Primeira Guerra Mundial contra o Império Alemão. Quatro anos mais tarde, os alemães aceitariam a derrota e assinaram o Tratado de Versalhes, concedendo territórios à França (como a devolução da Alsácia e Lorena) e se comprometendo a pagar reparações. A vitória veio com um custo alto, com mais de um milhão de soldados franceses morrendo em combate e outros quatro milhões sendo feridos, além de um deterioramento da situação econômica (com a dívida pública triplicando e a inflação crescendo a níveis exorbitantes). Na mesa de negociações, enquanto o Reino Unido, os Estados Unidos e a maioria dos Aliados queriam "preservar a paz" no pós-guerra, a França exigia vingança contra a Alemanha, colocando-os sob enorme pressão econômica, o que levaria à irritação da população alemã e os faria se voltar para grupos nacionalistas de extrema-direita, como os nazistas.
O período entre guerras viu uma polarização política entre a Aliança República Democrática e os socialistas. Embora a economia francesa tenha sofrido com a Primeira Grande Guerra e posteriormente com a Crise de 1929, o país já havia se recuperado em meados da década de 1930, puxado pela indústria pesada e manufatura (embora o país permanecesse majoritariamente rural). A Terceira República, em 1938, apoiou a política de apaziguamento do governo britânico para aplacar as ambições da Alemanha Nazista, liderada por Adolf Hitler, mas o conflito não foi evitado e em setembro de 1939, a França declarou guerra contra a Alemanha. Em maio de 1940, os alemães invadiram a França pelo leste e em junho, a Wehrmacht (as forças armadas nazistas) marchava em Paris. Os franceses simplesmente não conseguiram deter a guerra relâmpago alemã e então solicitaram um cessar-fogo. Em 22 de junho de 1940, dez meses após a Segunda Grande Guerra ter começado, o governo francês assinou um armistício com os alemães. Isso marcou o fim da Terceira República. A Alemanha então ocupou militarmente o norte do território francês, enquanto o sul permaneceu sob controle de uma administração fantoche (chamada de França de Vichy, ou L'État français), sob a chefia do ex-marechal Philippe Pétain (herói da guerra anterior). Vários líderes políticos e militares franceses repudiaram o governo imposto pelos alemães e proclamaram a França Livre (La France libre), um governo paralelo no exílio, sob a liderança de Charles de Gaulle. A Alemanha só deixou o território francês no final de 1944 e um novo governo provisório foi firmado, até que em 1946 foi proclamada a Quarta República Francesa.
O estadista Adolphe Thiers (que serviu como segundo presidente da França) afirmou que o republicanismo, na década de 1870, era a "forma de governo que menos dividia o país"; contudo, a política durante a Terceira República era altamente polarizada. A esquerda, cada vez mais radicalizada, afirmava ser a herdeira da Revolução Francesa. A direita, afirmando ser defensora da classe camponesa, flertava com o autoritarismo, e defendia os interesses da Igreja Católica e do Exército. Apesar das diferenças ideológicas e da divisão do eleitorado (e até tentativas de golpe de estado), a Terceira República permaneceu e sobreviveu por setenta anos, fazendo da Troisième République o governo francês que mais tempo perdurou desde a queda do Antigo Regime monárquico (o Ancien Régime) em 1789.